# Sylvisorex
Sylvisorex é um gênero mamífero da família Soricidae.

## Espécies
- Sylvisorex akaibei Mukinzi, Hutterer & Barriere, 2009
- Sylvisorex camerunensis Heim de Balsac, 1968
- Sylvisorex granti Thomas, 1907
- Sylvisorex howelli Jenkins, 1984
- Sylvisorex isabellae Heim de Balsac, 1968
- Sylvisorex johnstoni (Dobson, 1888)
- Sylvisorex konganensis Ray e Hutterer, 1995
- Sylvisorex lunaris Thomas, 1906
- Sylvisorex morio (Gray, 1862)
- Sylvisorex ollula Thomas, 1913
- Sylvisorex oriundus Hollister, 1916
- Sylvisorex pluvialis Hutterer e Schlitter, 1996
- Sylvisorex vulcanorum Hutterer e Verheyan, 1985